# Ignacio Calderón
Ignacio Francisco Calderón González (Guadalajara, 13 de dezembro de 1943) é um ex-futebolista mexicano que competiu nas Copa do Mundo de 1966 e 1970.